# Adalberto I da Áustria
Adalberto I da Áustria (em alemão: Adarbert ou Albrecht; c. 985 ou 986 — Melque, 26 de maio de 1055), conhecido como Adalberto, o Vitorioso (em alemão:  Albrecht, der Siegreiche), foi o marquês da Áustria a partir de 1018 até à sua morte em 1055. Era um membro da Casa de Babemberga. 
Ele estendeu a fronteira oriental da então pequena Marca Oriental da Baviera, até aos rios Morava e Leitha e deu o seu apoio ao imperador Henrique III em suas batalhas contra a Hungria e a Boêmia. Residia na Baixa Áustria, em Babemberga, no castelo de Melque, localidade onde viria a fundar a Abadia de Melque

## Relações familiares
Foi filho de Leopoldo I da Áustria "o Ilustre" (932 - 10 de julho de 994) e de Ricarda de Sualafeldgau, filha de Ernesto IV de Sualafeldgau, Conde de Sualafeldgau.
Casou por duas vezes, a 1.ª com Glismoda da Saxónia Ocidental e a 2.ª com Frozza Orseolo (1015 - 17 de fevereiro de 1071), que mais tarde tomou o nome de Adeleida, e era irmã de Pietro II Orseolo, que foi o 26º Doge de Veneza. governou a República de Veneza de 991 a 1009.
Do segundo casamento não terá tido filhos, do primeiro casamento no entanto teve:
1. Ernesto da Áustria (c. 1027 - 10 de junho de 1075) que foi casado por duas vezes, a primeira com Adelaide da Mísnia (c. 1040 - 26 de janeiro de 1071), filha de Dedo I da Marca Oriental Saxã (1004 - outubro de 1075) e de Oda de Niederlausitz.[1][2] O segundo casamento foi com Suanilda da Marca Húngara, filha de Sigardo VII da Marca Húngara e Fililda, tendo morrido em 1120.[3]
2. Leopoldo (? - 1043). Morreu pouco depois de ter sido nomeado marquês da Marca da Hungria.[4]